# Флаг Тереньгульского района
Флаг муниципального образования «Тереньгу́льский район» Ульяновской области Российской Федерации — опознавательно-правовой знак, служащий официальным символом муниципального образования.
Ныне действующий флаг утверждён 25 октября 2013 года решением Совета депутатов муниципального образования «Тереньгульский район» № 3/17 и внесён в Государственный геральдический регистр Российской Федерации с присвоением регистрационного номера 8715.

## Описание
«Прямоугольное двухстороннее полотнище красного цвета с отношением ширины к длине 2:3, несущее внизу зелёную полосу максимальной шириной 4/9 ширины полотнища, плавно прогнутую в середине до величины 1/4 ширины полотнища. В центре красной части полотнища изображено жёлтое пламенеющее солнце, а в середине зелёной части изображены жёлтые ветки сосны и дуба, перекрещённые черенками».

## Обоснование символики
Название района и название административного центра района рабочего посёлка Тереньга татарского происхождения. Название произошло от тюркских слов «терен» — глубокий и «гуль» — озеро, балка, река. Рельеф района представляет собой возвышенную, местами волнисто-бугристую равнину, расчленённую мелкими речками, оврагами и балками на разные по величине водоразделы. Места эти весьма красивы из-за многочисленных дубрав и сосновых боров (треть площади района занято лесами). Все это нашло отражение во флаге Тереньгульского района, символика которого многозначна:
— впадина в середине зелёной части полотнища — гласное подтверждение названия района и его административного центра;
— солнце, поднимающееся под балкой, — символ света, тепла, жизни — символизирует светлое будущее района и его жителей;
— ветви сосны и дуба — символ природной красоты здешних мест, символ развитого лесного хозяйства и деревообрабатывающих предприятий района.
Красный цвет — символ труда, мужества, жизнеутверждающей силы, красоты и праздника.
Зелёный цвет символизирует весну, здоровье, природу, молодость и надежду.
Жёлтый цвет (золото) — символ высшей ценности, величия, богатства, урожая.

## История
Первый флаг муниципального образования «Тереньгульский район» был утверждён 26 декабря 2006 года решением Совета депутатов муниципального образования «Тереньгульский район» № 31/243.
Описание флага гласило: «Флаг муниципального образования „Тереньгульский район“ представляет собой прямоугольное полотнище, три четверти верхней части — красного цвета, 1/4 нижней части флага — зелёного цвета, разделённые между собой тонкой белой линией. Соотношение длины флага к его ширине 3:2. В центре флага — изображение герба муниципального образования „Тереньгульский район“».

## См. также

Флаги муниципальных образований Тереньгульского района
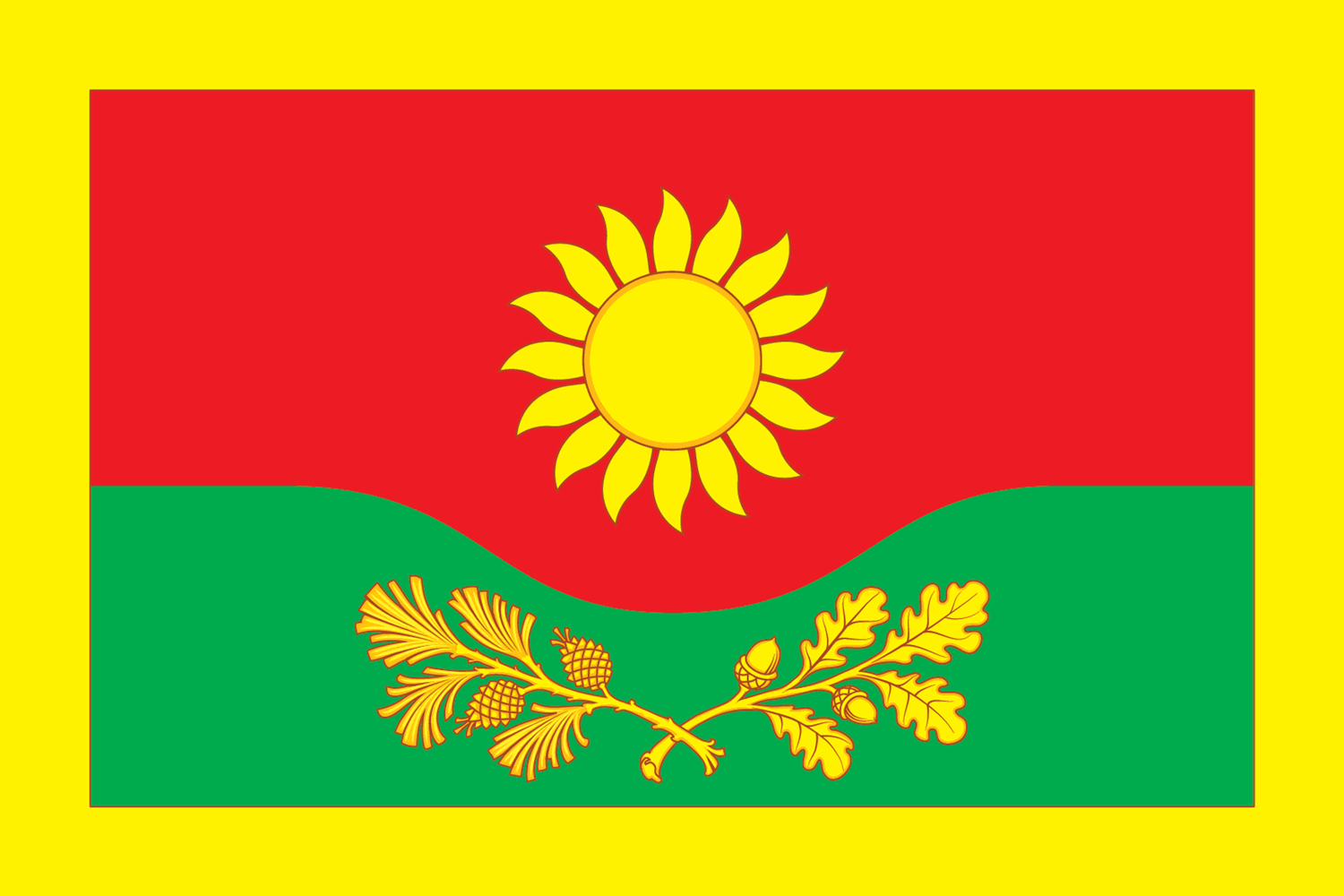
Флаг Тереньгульского городского поселения
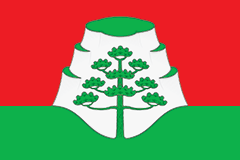
Флаг Флаг Белогорского сельского поселения
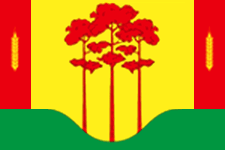
Флаг Красноборского сельского поселения
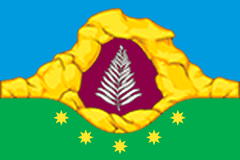
Флаг Михайловского сельского поселения
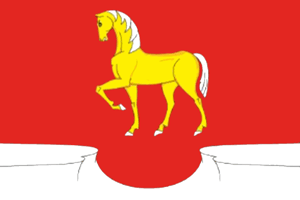
ФлагПодкуровского сельского поселения
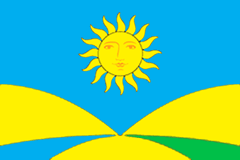
Флаг Ясашноташлинского сельского поселения